# 风箱树
風箱樹（學名：Cephalanthus tetrandrus），为茜草科风箱树属下的一个种。別名「威諭球」因葉子外型類似番石榴葉而又稱為水芭樂、水拔兒，具有圓球狀的小花而有「珠花樹」的別稱，喜愛潮濕的環境，早期先民常將風箱樹種植在溪流土堤邊作為護堤植物，以防止堤岸崩塌。

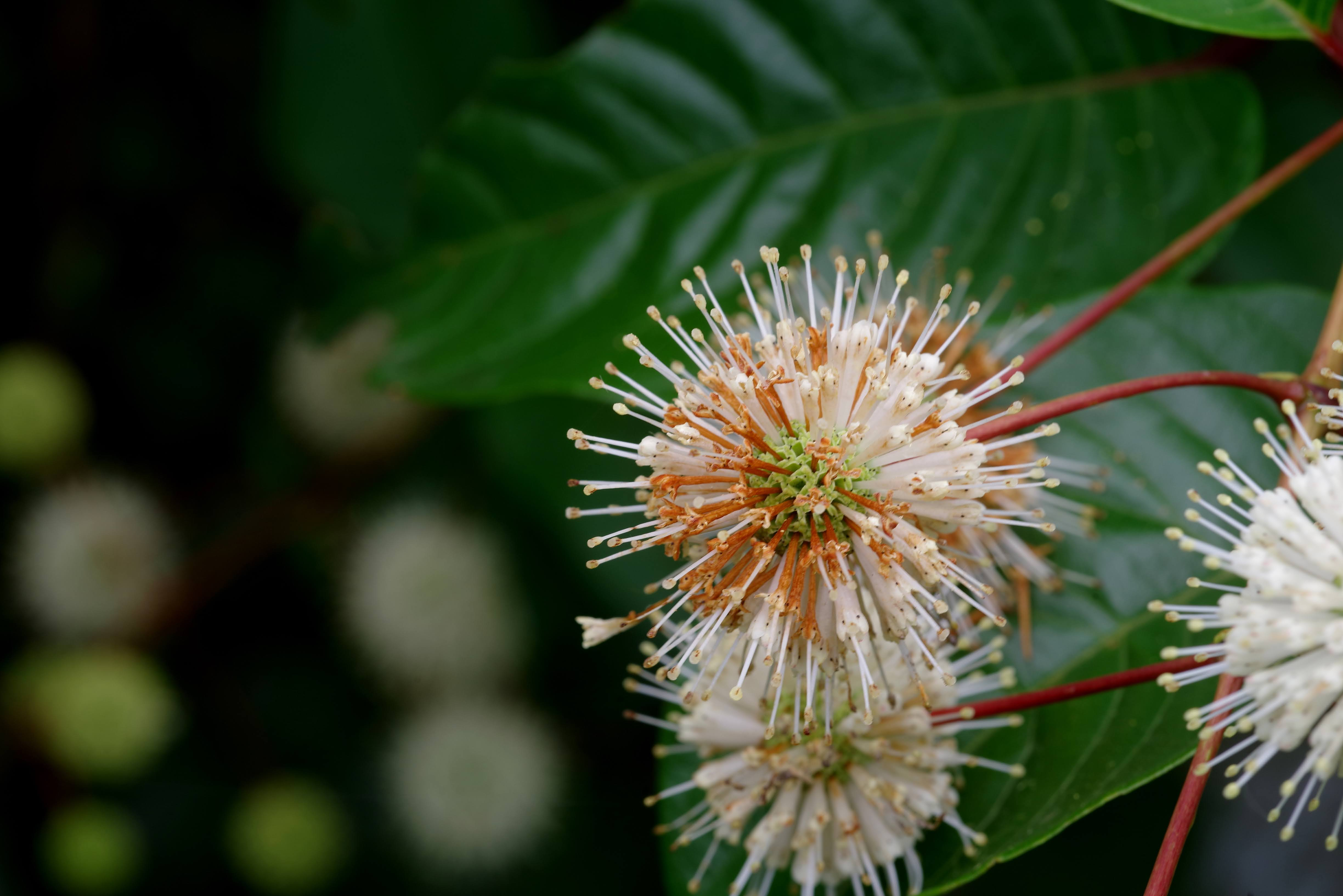
風箱樹 Cephalanthus tetrandrus

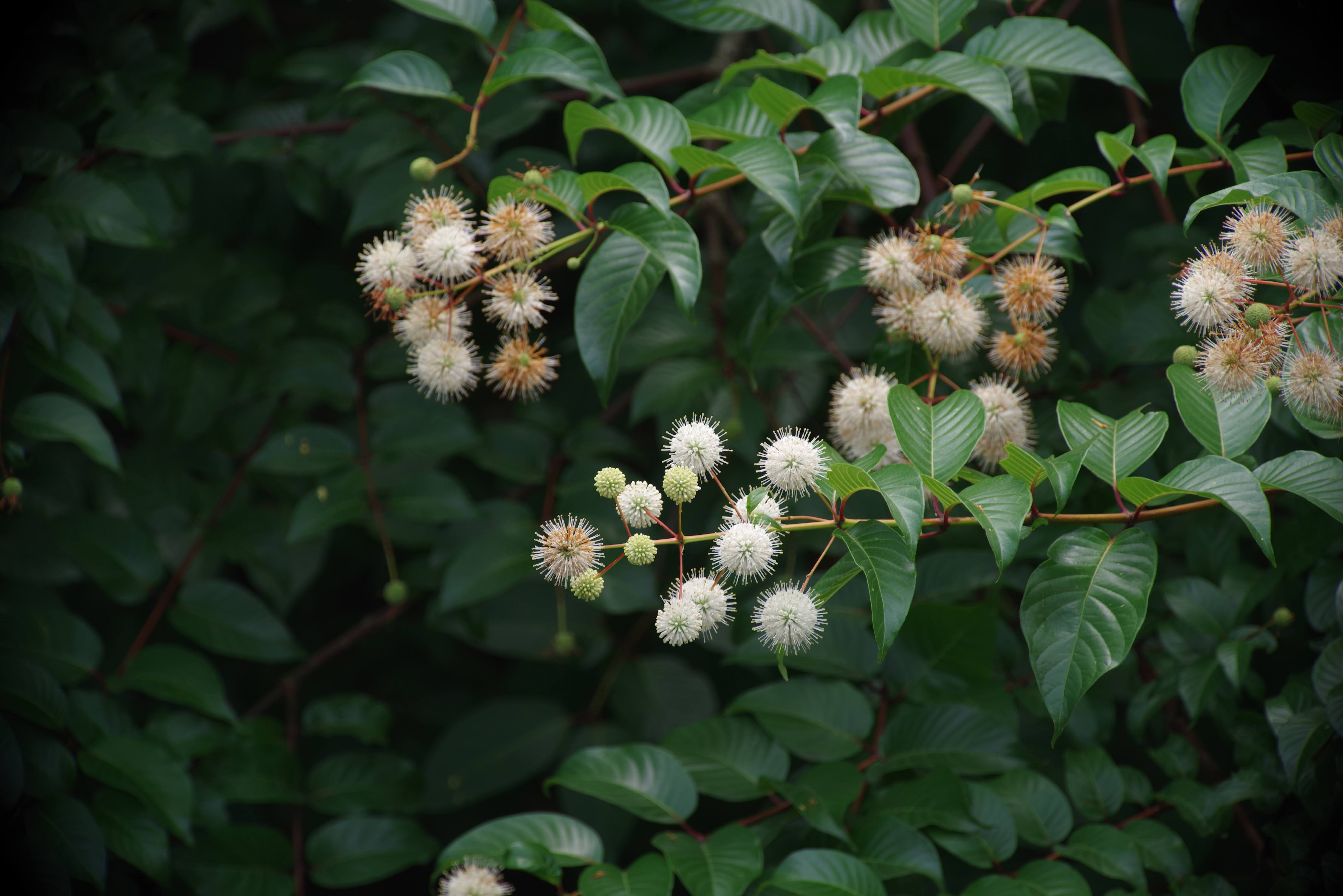
風箱樹 Cephalanthus tetrandrus

## 形态
風箱樹為落葉性灌木，約1到3公尺高，具多數分枝。
葉子為卵形單葉對生或偶有3葉輪生，長約6到12公分，寬4到6公分，基部圓形或略為心型，革質，全緣；表面光滑無毛而背面略有毛絨，側脈7到9對，細脈明顯；葉柄約1到2公分，略有絨毛。
花為白色、無柄，呈頂生或腋生的頭狀花序，單生或叢生狀。花萼極小、4裂，花冠高盆形，長1到1.2公分，先端4裂，冠桶內有毛絨；雄蕊4枚，不伸出花冠外；花絲短，子房下位；花柱線形，多伸出花冠之外，柱頭頭狀。
果實為多數小果集合而成的聚合果，每一小果中有一枚種子，成熟時裂開；種子先端具有白色海綿狀的假種皮。

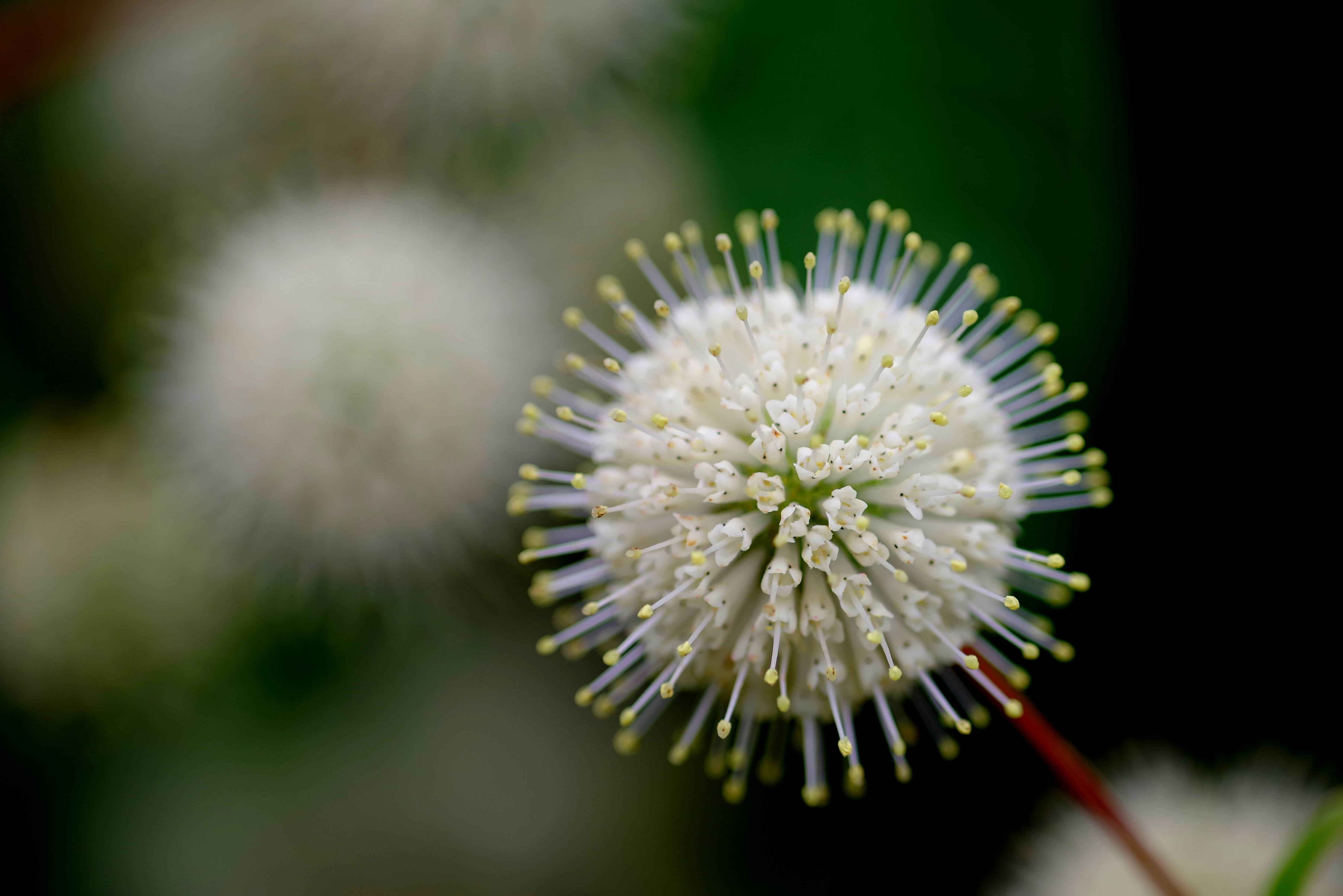
風箱樹 Cephalanthus tetrandrus

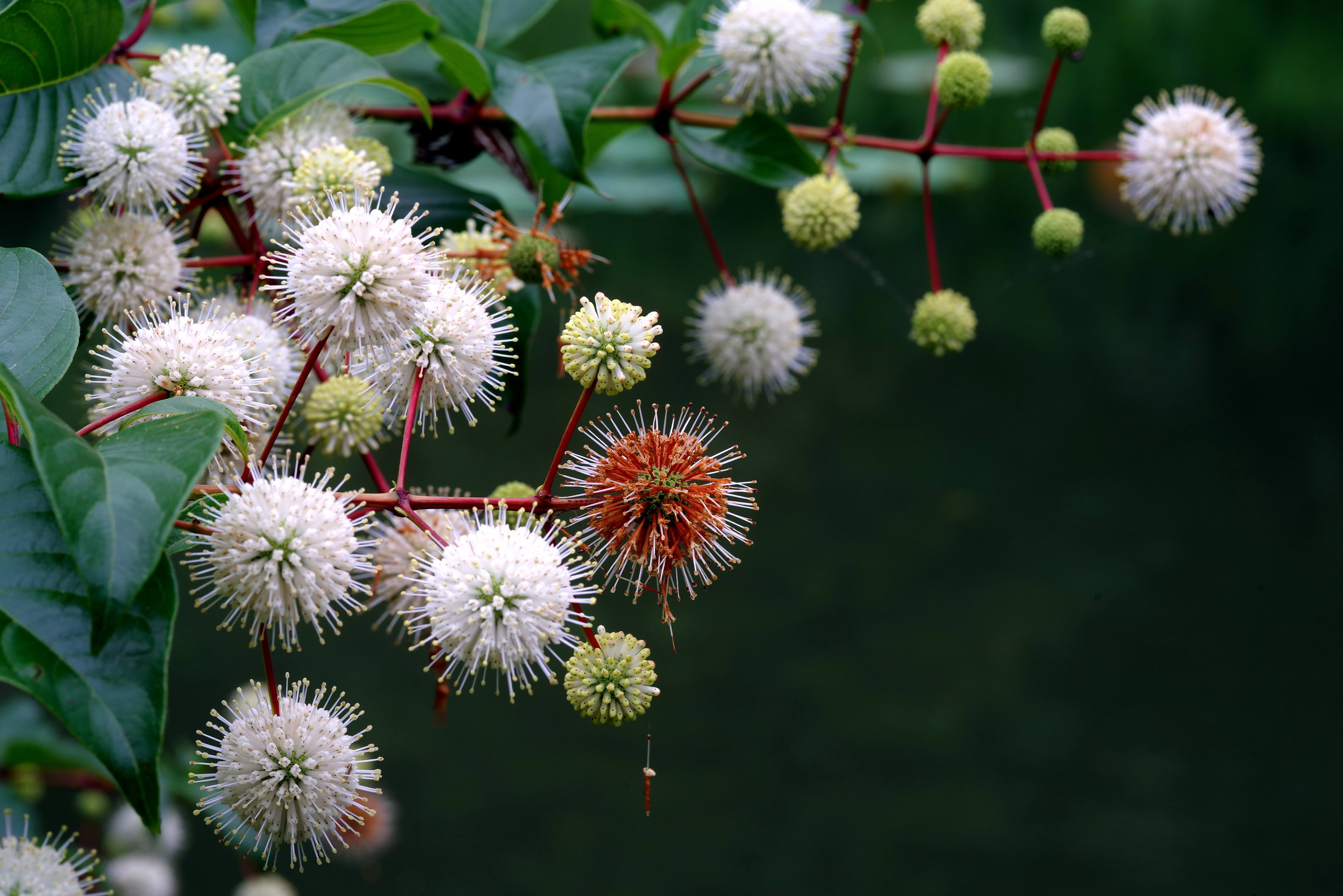
風箱樹 Cephalanthus tetrandrus